# Font de Baix (l'Espluga de Francolí)
Font de Baix és una obra de l'Espluga de Francolí (Conca de Barberà) protegida com a Bé Cultural d'Interès Local.

## Descripció
Font que consisteix en una llarga paret de carreus, que forma un semicercle. Dues columnes llises rematen els extrems i, així mateix, hi ha dues figures en forma de gàrgola que sobresurten de la llisa estructura. La font conté 14 canalets.

## Història
Fou construïda el segle xix, època d'expansió de la vila, en que es feren importants obres com la conducció d'aigua corrent, l'església nova i els cellers.